# Wolfgang Lotz
Wolfgang Lotz (6. ledna 1921 – 13. května 1993) byl izraelský špión nasazený v Egyptě.

## Dětství
Wolfgang Lotz se narodil v Mannheimu, v Německu ve smíšené německo-židovské rodině (otec Němec, matka židovka). Rodiče se v roce 1931 rozvedli. Po Hitlerově nástupu k moci v roce 1933 Wolfgang s matkou emigrovali do Palestiny. Usadili se v Tel Avivu. Wolfgang přijal hebrejské jméno Ze'ev Gur- Arie a začal studovat na zemědělské škole v Ben Šemenu. V roce 1936 vstoupil do Hagany, kde plnil řadu úkolů v oblasti bezpečnosti.
Po vypuknutí 2. sv. války v roce 1939 byl Lotz povolán do britské armády. Důvodem byla jeho znalost němčiny. Se svou zpravodajskou jednotkou byl umístěn v Egyptě, kde prováděl výslechy německých zajatců. Po válce se vrátil zpět do Palestiny a začal opět pracovat pro Haganu tím, že pro ni pašoval do země zbraně.
V roce 1948 se Lotz oženil. Z manželství s Rivkou se později narodil syn Oded.

## V armádě
Poté, co vypukla v roce 1948 válka za nezávislost, vstoupil Lotz do Izraelských obranných sil a sloužil v nich v hodnosti kapitána. Kromě jiných se účastnil i bitvy u Latrunu. Prodělal i Sinajskou válku v roce 1956 (již v hodnosti majora) jako velitel dělostřelecké brigády.

## Ve zpravodajské službě
Po válce začal pracovat pro Aman. Předpokládalo se, že bude vysazen v Egyptě aby získával informace o vojenských plánech a záměrech tehdejšího egyptského vůdce G. Násira. Lotz perfektně hovořil německy a díky svému původu měl i árijské rysy. Díky tomu by podle předpokladů mohl infiltrovat skupinu německých vědců pracujících v egyptském zbrojním výzkumu.
V roce 1959 byl Lotz vyslán do Německa, aby si vytvořil krycí legendu o německém obchodníkovi a bývalém důstojníkovi Wehrmachtu, sloužícím během 2. sv. války v severní Africe. Podle této legendy žil posledních 11 let v Austrálii, kde se zabýval chovem koní a do Egypta přišel proto, aby zde založil jezdecký klub. Služba v severní Africe byla vybrána proto, že během války vyslechl Lotz stovky zajatých německých vojáků a byl tudíž dobře seznámen s jejich životem. Navíc mohl vyprávět příběhy o svých kamarádech z války. Založení jezdeckého klubu bylo zvoleno jako nejlepší způsob proniknutí do egyptské „lepší“ společnosti.

## V Egyptě
Do Káhiry dorazil Lotz v roce 1960 a hned začal s navazováním oficiálních i osobních kontaktů mezi vysokými důstojníky egyptské armády.
V roce 1961 odcestoval do Paříže na schůzku se svými řídícími důstojníky (v té době již pracoval pro Mosad). Zde obdržel větší peněžní obnos a byl mu přidělen kurýr pro přepravu tajných zpráv. Během cesty vlakem z Paříže se Lotz seznámil s Waldraut, pocházející z Německa. Přestože již byl v Izraeli ženat, rozhodl se vzít si ji za ženu. Jeho řídící důstojníci v Mosadu byli tímto záměrem zpočátku zděšeni (dokonce se uvažovalo o Lotzově odvolání). Nakonec bylo schváleno, aby se jeho žena k němu připojila a odcestovala s ním do Egypta. Tam však brzy zjistila Lotzovo skutečné zaměstnání. Bylo jí tedy řečeno, že Lotz pracuje pro NATO a ona mu začala pomáhat.
V Káhiře si Lotz skutečně otevřel jezdecký klub, díky němuž se začal přátelit s elitou egyptské společnosti. Díky svým armádním kontaktům dokonce navštívil místa v Egyptě, odkud byly odpalovány řízené střely a získával informace jak z armády, tak i z egyptského zbrojního průmyslu. Kromě jiného sestavil seznam německých vědců pracujících pro Egypt. V září 1964 dokonce odeslal některým z nich dopis s výbušninou, aby je donutil ukončit práci na vývoji zbraní namířených proti Izraeli.
V roce 1965 Egypt oficiálně navštívila hlava tehdejší NDR. Jako „vstřícné gesto“ zatkli Egypťané 30 občanů SRN. Lotz byl jedním z nich. Věřil, že byl odhalen. Proto tvrdil, že se ho Izraelci pokoušeli získat pro špionáž v jejich prospěch výměnou za peníze na založení jezdeckého klubu. Egypťané Lotzově verzi uvěřili, přesto byl i se svou manželkou postaven před soud. Mosadu se podařilo získat pro jeho obhajobu německého právníka a dokonce zajistit účast pozorovatele z německého velvyslanectví dohlížejícího na regulérnost procesu.
21. srpna 1965 byl Lotz odsouzen za špionáž k doživotnímu trestu odnětí svobody, jeho manželka dostala 3 roky odnětí svobody. Z vězení byli oba propuštěni v rámci výměny zajatců po Šestidenní válce v roce 1968.

## Po propuštění
Lotz žil v Izraeli až do smrti své manželky v roce 1973. Poté nějaký čas strávil v USA, až se nakonec usadil v rodném Německu. V něm žil až do své smrti v roce 1993. Pohřben byl v Izraeli se všemi vojenskými poctami.